# Vers blanc
El vers blanc és aquell que no té una rima regular. La seva mètrica es limita al ritme, el nombre de síl·labes o un patró estròfic concret.
Els primers versos de la història eren tots blancs, ja que la rima no va aparèixer fins ben entrada l'edat mitjana (abans s'usava la combinació de sí·labes llargues i breus o els peus). Les primeres rimes corresponen a les llengües romàniques.
Posteriorment, el vers blanc va ser una prova de modernitat, en trencar amb el classicisme i les formes mètriques rígides.